# Fabrègues

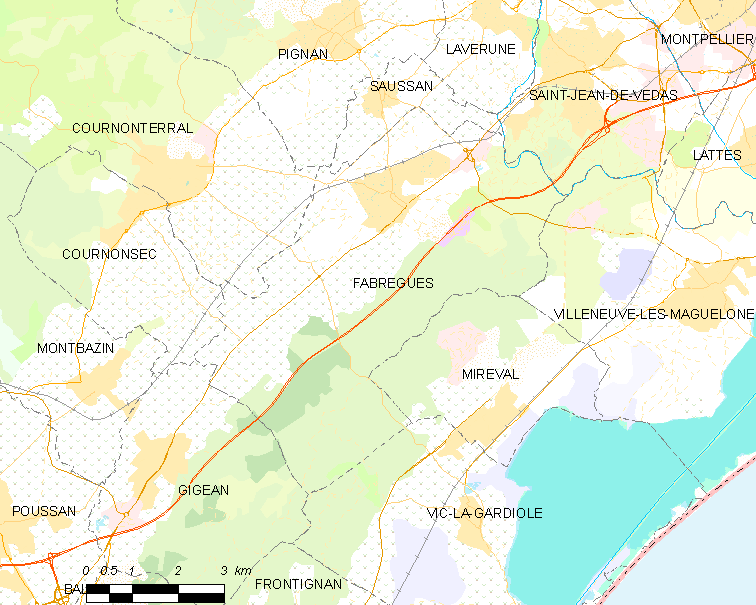
Mapa

 Fabrègues  es una población y comuna francesa, situada en la región de Occitania, departamento de Hérault, en el distrito de Montpellier y cantón de Pignan.

## Demografía
| 1583 | 1771 | 2522 | 2915 | 4089 | 5901 | 6565 |
| Para los censos de 1962 a 1999 la población legal corresponde a la población sin duplicidades (Fuente: INSEE [Consultar]) |      |      |      |      |      |      |